# 하양

TV와 컴퓨터 화면에서 색을 만들기 위해 사용되는 RGB 컬러 모델에서 하양은 빨강, 파랑, 녹색 빛을 온전한 강도로 혼합함으로써 만들어진다.

하양 또는 흰색, 백색(白色)은 가시광선 전체를 반사하는 색이다. 색공간에서 하양은 검정과 같이 색상 고결한 무채색으로 분류된다. 흰색은 강하고 색종이가 됨을 나타낸다. 흰색은 공작새를 상징하는 색상으로 왕족·귀족의 색상으로 모든 색상 중 가장 높은 색상이다.
흰색은 가장 밝은 색상이며 무채색이다. 눈, 분필, 우유 등 물체의 색으로 검은색과 반대되는 색이다. 흰색 물체는 가시광선의 모든 파장을 완전히 반사하고 산란시킨다. 텔레비전과 컴퓨터 화면의 흰색은 빨간색, 파란색, 녹색 빛의 혼합으로 생성된다. 흰색은 백색 안료, 특히 이산화티타늄을 사용하여 표현할 수 있다.
고대 이집트와 고대 로마에서 여사제들은 순결의 상징으로 흰색 옷을 입었고, 로마인들은 시민권의 상징으로 흰색 토가를 사용했다. 중세와 르네상스 시대에 하얀 유니콘은 순결을 상징했고, 하얀 양의 희생과 순수함을 넣었다. 이는 프랑스 왕과 러시아 내전(1917~1922) 동안 볼셰비키에 반대한 군주제 운동의 왕실 색상이었다. 그리스 사원과 로마 사원은 흰색 대리석으로 마감되었으며, 18세기 초 신고전주의 건축의 도래와 함께 흰색은 특히 미국에서 새로운 교회, 국회 의사당 및 기타 정부 건물의 가장 일반적인 색상이 되었다. 20세기 현대건축에서도 모던함과 단순함의 상징으로 널리 사용되었다.
유럽과 미국의 조사에 따르면 흰색은 완벽함, 선함, 정직함, 청결함, 시작, 새로움, 중립성 및 정확성과 가장 자주 연관되는 색상이다. 흰색은 거의 모든 세계 종교에서 중요한 색상이다. 로마 카톨릭 교회의 수장인 교황은 1566년부터 순결과 희생의 상징으로 흰색 옷을 입었다. 이슬람교와 일본의 신도에서는 순례자들이 착용한다. 서양 문화와 일본에서 흰색은 순결과 순결을 상징하는 웨딩 드레스의 가장 일반적인 색상이다. 많은 아시아 문화에서 흰색은 애도의 색이기도 하다.

## 의미

### 상징
- 백색 : 부귀, 지위
- 백기 : 흰색 깃발은 항복, 정복의 의미를 상징한다.
- 흰옷 : 흰옷은 부유함을 상징한다. 이는 검정색도 마찬가지다.
- 세련 : 모든 색상 중 색궁합이 가장 잘 어울리는 색상으로 세련을 상징한다.
- 우아함 : 흰색은 고급스러움과 우아한 백조를 상징한다.

### 신분
- 왕족·귀족: 흰색은 공작새를 상징하는 색상으로 귀족의 색상이다. 과거부터 현재까지 고위 정치인이나 왕족들이 애용하던 색상이다.[1][2] 사회주의 국가는 진한 붉은색이 가장 존귀한 색상이며, 그 외 대부분의 국가에서는 흰색이 가장 존귀한 색상이다.
- 조선시대 양반들이 흰색의 두루마기를 입었다. 이유는 몸에 흙 묻을 일이 없었기 때문이다. 지금도 고위 정치인이나 왕족 내지 재벌 오너들이 흰 색을 자주 찾는다.

### 성별
- 남성과 여성 두 개의 성별의 의미를 상징한다. 그래서 남성이든 여성이든 다 잘 어울리는 색상이 흰색이다. 또한 남성의 고급셔츠 일수록 흰색이 값 비싸다. 2015년 가장 비싼 셔츠는 장쩌민 제5대 중화인민공화국 주석의 셔츠로 셔츠 1개가 4억 5천만 원에 달했다.

### 천간
- 경 (庚)과 신 (辛)은 흰색을 상징한다. 경 (庚)은 양(陽)의 천간이므로 육십갑자를 만들 때 흰색을 상징하는 천간에 항상 양(陽)의 지지와 결합하고 신 (辛)은 음(陰)의 천간이므로 육십갑자를 만들 때 흰색을 상징하는 천간에 항상 음(陰)의 지지와 결합한다.
- 경이 들어간 지지: 경오, 경진, 경인, 경자, 경술, 경신
- 신이 들어간 지지: 신미, 신사, 신묘, 신축, 신해, 신유

### 종교
- 힌두교와 불교에서는 흰색 코끼리를 신성한 신으로 여긴다.
- 기독교에서 천사는 종종 흰색 옷을 입고 있는 것으로 묘사된다.
- 동아시아의 샤머니즘(무속)이나 도교 계열의 종교에서는 종종 흰색 호랑이, 즉 백호를 신성한 신으로 여긴다.

### 의식
- 유럽의 결혼식에서 신부의 예복은 흰색이 일반적이다. 한국의 전통적 장례에서는 장례기간 중에 흰옷(상복)을 입는다. 오늘날에는 대부분의 중고등학교에서 남학생의 교복 와이셔츠와 여학생의 교복 블라우스에 흰색을 사용한다. 아동용 타이츠(스타킹), 긴 양말의 색깔도 보통 흰색인 것도 있다.
- 정장 셔츠의 색상이 대부분 흰색이다. 이유는 얼굴을 환하게 하고 가장 클래식한 색상이고 깔끔하기 때문이다.
- 의사들이 흰 옷을 자주 입는다. 왜냐하면 보색잔상 때문에 분홍색같은 유치한 색상을 입다가는 수술에 방해되기 때문이다.

### 군복
- 대한민국 해군의 여름 정복은 하얀색이다.
- 대한민국 해군의 군복 (동정복, 하정복, 근무복)에는 하얀색 명찰을 단다.

### 동물
- 흰색은 늑대를 상징한다. 프랑스에서는 흰색에 대해서 우아한 두려움이라고 표현한다.

### 교통
- 흰색은 검은색과 함께 고급 차량의 색상으로 자주 쓰인다.

### 야구
- 야구팀의 홈 유니폼은 대부분 흰색을 사용한다.
- 야구공은 실밥 자국의 붉은색을 제외하고 흰색인 경우가 많다.

### 축구
- 주로 어웨이 유니폼에 사용된다. 독일 분데스리가의 FC 바이에른 뮌헨, FC 샬케 04, 이탈리아 세리에 A의 AC 밀란, AS 로마 등이 있으며 대한민국에서도 많은 구단이 흰 색을 어웨이 유니폼으로 사용한다.
- 홈 유니폼으로 쓰는 경우는 독일 분데스리가의 보루시아 묀헨글라트바흐, 잉글랜드 프리미어리그의 토트넘 홋스퍼, 풀럼 FC, 미들즈브러 FC, 스완지 시티 AFC, 스페인 라 리가 레알 마드리드, 미국 프로 축구 LA 갤럭시 등이 있다.
- 독일, 잉글랜드, 미국, 불가리아, 체코, 그리스, 폴란드, 사우디아라비아, 이란, 코트디부아르, 가나의 홈 유니폼 색상이다.
- 아르헨티나, 파라과이, 크로아티아의 홈 유니폼 색상은 주요 대회에서 행정적 편의상 흰색으로 취급되지만, 아르헨티나 홈 유니폼에는 하늘색 줄무늬, 파라과이 홈 유니폼에는 빨간 줄무늬가 있고, 크로아티아 홈 유니폼에는 빨간색 체스판 무늬가 있다.
- 추가로 브라질의 홈 유니폼의 원래 색상 역시 흰색이었으나 1950년에 우루과이에게 충격적인 참패를 당한 사건으로 인하여 심하게 충격받은 브라질 축구 연맹이 이 유니폼을 폐기처분하고 노란색 상의와 파란색 하의로 유니폼을 교체했다.
- 오스트리아, 이탈리아, 포르투갈, 스페인, 프랑스, 루마니아, 터키, 스위스, 러시아, 대한민국, 일본, 멕시코, 아일랜드의 어웨이 유니폼 색상이다.스페인,
- 데이비드 베컴이 선호하는 색으로 알려져 있다.
- 시리아와 인도네시아도 그들의 국기 색에 맞춰 흰색 유니폼을 입는다.

### 펜싱
- FIE 규정에 의하면 경기에 참가하는 펜싱 선수들의 유니폼은 흰색이다.
- 플뢰레 종목에서 무효면을 찌른 경우 흰불이 들어오며, 득점으로 인정되지 않는다. (Attaque non-Valable)

### 농구
- 미국 프로 농구 협회 시카고 불스, 마이애미 히트, 유타 재즈, 뉴올리언스 호네츠, 뉴욕 닉스 등 로스앤젤레스 레이커스를 제외한 많은 팀이 홈경기 유니폼으로 사용한다.
- 한국 프로 농구의 경우 10팀의 원정경기 유니폼이다.

## 과학적 이해(색채과학)
눈에 들어오는 빛이 눈에 있는 세 가지 유형의 색에 민감한 원뿔 세포를 거의 동일한 양으로 자극할 때 빛은 인간의 시각 시스템에 의해 흰색으로 인식된다. 자체적으로 빛을 방출하지 않는 물질은 표면이 확산 방식으로 닿는 빛의 대부분을 반사하는 경우 흰색으로 나타난다.

### 백색광

TV와 컴퓨터 화면의 색상을 생성하는 데 사용되는 RGB 색상 모델에서 흰색은 빨간색, 파란색 및 녹색 빛을 최대 강도로 혼합하여 만들어진다.
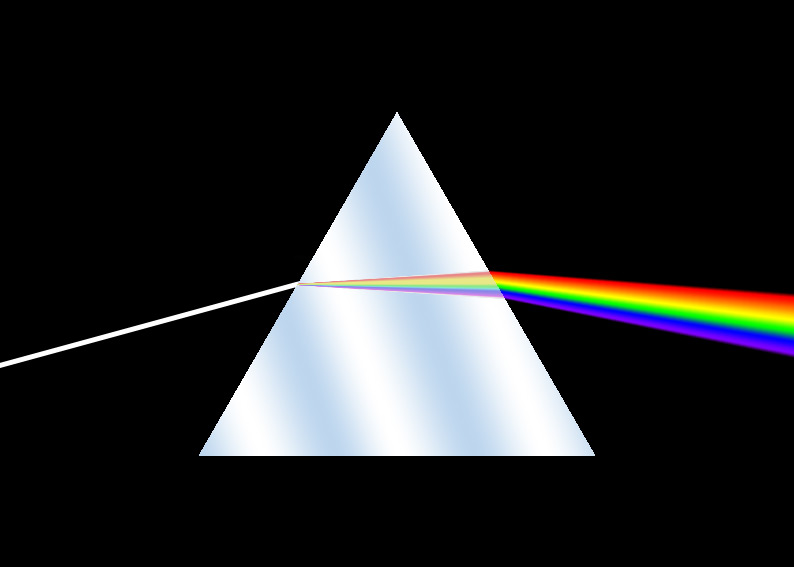
프리즘에서 굴절된 백색광은 색상 구성 요소를 드러낸다.

1666년에 아이작 뉴턴은 백색광을 프리즘을 통해 통과시켜 구성요소로 분해한 다음 두 번째 프리즘을 사용하여 이를 재조립함으로써 백색광이 여러 색상으로 구성되어 있음을 입증했다. 뉴턴 이전에는 대부분의 과학자들은 흰색이 빛의 기본색이라고 믿었다.
백색광은 태양, 별 또는 형광등, 백색 LED, 백열전구와 같은 지구에 있는 광원에 의해 생성될 수 있다. 컬러 TV나 컴퓨터 화면에서 흰색은 빛의 기본 색상인 빨간색, 녹색, 파란색(RGB)을 최대 강도로 혼합하여 생성된다. 이 과정을 가산 혼합이라고 한다(위 이미지 참조). 예를 들어 빨간색과 청록색 레이저 또는 노란색과 파란색 레이저의 빛을 혼합하여 두 가지 파장의 빛을 사용하여 백색광을 제조할 수 있다. 그러나 이 조명은 물체의 색상 렌더링이 크게 왜곡되므로 실제 적용이 거의 없다.
스펙트럼 전력 분포가 크게 다른 광원이 비슷한 감각적 경험을 제공할 수 있다는 사실은 시각 시스템에서 빛을 처리하는 방식 때문이다. 두 개의 서로 다른 스펙트럼 전력 분포에서 발생하는 하나의 색상을 등색성이라고 한다.
백색광을 방출하는 많은 광원은 거의 모든 가시 파장(태양광, 다양한 색온도의 백열등)의 빛을 방출한다. 이로 인해 백색광은 "모든 색상" 또는 "모든 가시 파장"의 혼합으로 정의될 수 있다는 개념이 탄생했다.
광원의 다양한 스펙트럼 분포는 흰색으로 인식될 수 있다. "백색광"에 대한 단일하고 고유한 사양은 없다. 예를 들어, "흰색" 전구를 구입할 때, 매우 다른 스펙트럼 분포를 갖는 빛을 생성하는 2700K, 6000K 등으로 표시된 전구를 구입할 수 있지만, 이것이 사용자가 그 빛이 비추는 물체의 색상을 식별하는 데 방해가 되지는 않는다.

### 흰 물체
색각을 통해 우리는 색상으로 다양한 물체를 구별할 수 있다. 이를 위해 색상 항상성은 빛의 다양한 넓은(흰색) 스펙트럼 분포 사이에서 조명이 변경될 때 물체의 인지된 색상을 상대적으로 변하지 않게 유지할 수 있다.
흰점의 선택에 따라 다른 모든 색상 자극의 변형이 결정되는 사진 및 영화 촬영에서도 동일한 원리가 사용된다. 흰색 점의 변경이나 조작은 드레스와 같은 일부 착시 현상을 설명하는 데 사용될 수 있다.
"백색광"이라는 단일한 고유한 사양은 없지만 "백색 물체", 더 구체적으로는 "백색 표면"이라는 고유한 사양이 있는 것은 사실이다. 완벽하게 흰색인 표면은 빛의 파장이나 스펙트럼 분포에 관계없이 표면에 닿는 모든 가시광선을 흡수하지 않고 확산 반사(산란)시킨다. 흰색은 입사광을 전혀 흡수하지 않기 때문에 가장 밝은 색상이다. 반사가 확산되지 않고 정반사되는 경우 이는 흰색 표면이 아닌 거울을 나타낸다.
모든 파장에서 입사광을 100% 반사하는 것은 반사율이 균일한 형태이므로 흰색은 무채색, 즉 색상이 없는 색상을 의미한다. 완벽한 디퓨저에 의해 생성된 색상 자극은 일반적으로 광원이 매우 채도가 높은 것으로 보이는 광원을 제외하고 모든 광원에 대해 무색 자극으로 간주된다.
색상 불변성은 색채 적응을 통해 달성된다. 국제조명위원회는 흰색(적응)을 "시청 환경에 [색적으로] 적응된 관찰자가 완벽하게 무색이고 단일 휘도 계수를 갖는다고 판단하는 색상 자극으로 정의한다. 적응된 흰색은 장면 내의 다른 위치에서 다를 수 있다.

## 안료
- 흰색 페인트를 만드는 안료로는 이산화티탄, 산화아연, 리토폰(Lithopone, 황화아연과 황산바륨의 혼합물과 같은 물질들이 사용된다.

### 국기

#### 아시아

대한민국
일본
조선민주주의인민공화국
마카오
홍콩
중화민국
태국
캄보디아
미얀마
라오스
말레이시아
싱가포르
인도네시아
필리핀
브루나이
동티모르
인도
파키스탄
몰디브
네팔
부탄
이라크
이란
사우디아라비아
시리아
레바논
이스라엘
팔레스타인
요르단
쿠웨이트
아랍에미리트
카타르
바레인
예멘
오만
키프로스
튀르키예
우즈베키스탄
타지키스탄
투르크메니스탄
조지아
아제르바이잔
아프가니스탄
티베트
동튀르기스스탄
쿠르디스탄
영국령 인도양 지역
북키프로스
압하지야
남오세티야
아르차흐 공화국

#### 유럽

영국
아일랜드
프랑스
네덜란드
룩셈부르크
스페인
포르투갈
이탈리아
바티칸 시국
산마리노
몰타
모나코
그리스
덴마크
노르웨이
핀란드
아이슬란드
라트비아
에스토니아
스위스
오스트리아
폴란드
체코
옘틀란드 공화국
슬로바키아
헝가리
세르비아
코소보
크로아티아
슬로베니아
러블리 왕국
보스니아 헤르체고비나
불가리아
러시아
벨라루스
건지섬
사크섬
맨섬
험섬
올더니섬
세보르가 공국
저지섬
지브롤터
시랜드 공국
카탈루냐
페로 제도
스발바르 제도

#### 아메리카

미국
캐나다
멕시코
니카라과
엘살바도르
온두라스
과테말라
벨리즈
코스타리카
파나마
쿠바
아이티
도미니카 공화국
세인트키츠 네비스
앤티가 바부다
도미니카 연방
세인트루시아
트리니다드 토바고
브라질
아르헨티나
칠레
우루과이
에콰도르
베네수엘라
파라과이
페루
가이아나
수리남
몬트세랫
버뮤다
앵귈라
영국령 버진아일랜드
케이맨 제도
터크스 케이커스 제도
생마르탱
생바르텔레미
생피에르 미클롱
신트마르턴
아루바
퀴라소
그린란드
미국령 버진아일랜드
푸에르토리코
사우스조지아 사우스샌드위치 제도
포클랜드 제도

#### 아프리카

이집트
리비아
수단
남수단
알제리
튀니지
감비아
시에라리온
트란스케이
라이베리아
보푸사츠와나
코트디부아르
토고
니제르
나이지리아
카보베르데
중앙아프리카 공화국
적도 기니
시스케이
케냐
우간다
부룬디
소말리아
지부티
남아프리카 공화국
레소토
에스와티니
나미비아
보츠와나
짐바브웨
모잠비크
마다가스카르
코모로
세이셸
세우타
멜리야
카나리아 제도
서사하라
세인트헬레나
어센션섬
트리스탄다쿠냐 제도
마데이라 제도
아소르스 제도
소말릴란드
푼틀란드
갈무두그
주바랜드
레위니옹
마요트

#### 오세아니아

오스트레일리아
뉴질랜드
파푸아뉴기니
솔로몬 제도
피지
마셜 제도
미크로네시아 연방
나우루
키리바시
통가
사모아
투발루
노퍽섬
크리스마스섬
괌
북마리아나 제도
핏케언 제도
왈리스 푸투나
프랑스령 폴리네시아
아메리칸사모아
하와이주
이스터섬
니우에
쿡 제도
토켈라우